# Spyglass Entertainment
Spyglass Entertainment er et amerikansk film- og tv-produktionsfirma, der er grundlagt af Gary Barber og Roger Birnbaum i 1999, hvor de arbejdede som co-CEO'er (Administerende direktører). Firmaet er i øjeblikket ejet af Cerberus Capital Management. Jonathan Glickman er i øjeblikket ledende direktør. Internationalt har Buena Vista distribueret flest sammen med Spyglass (med undtagelser). Spyglass Entertainments logo forestiller en mand, der står foran et hav med en stor kikkert. Firmaet var tidligere kendt som Caravan Pictures. 

## Filmografi

### MedWalt Disney Studios Motion Pictures

#### MedTouchstone Pictures
- Instinct. (1999)
- The Insiders (1999)
- Mission to Mars (2000)
- Keeping the Faith (2000)
- Shanghai Noon (2000, followed by 2003 sequel Shanghai Knights)
- Unbreakable (2000)
- Out Cold (2001)
- The Count of Monte Cristo (2002)
- The Recruit (2003)
- Shanghai Knights (2003)
- Mr. 3000 (2004) (også med Dimension Films og The Kennedy/Marshall Company)
- The Hitchhiker's Guide to the Galaxy (2005)
- Stick It (2006)
- When in Rome (2010)

#### MedHollywood Pictures
- The Sixth Sense (1999)
- Stay Alive (2006) (also with Endgame)
- The Invisible (2007)
- The King of Fighters (2010)

#### MedWalt Disney Pictures
- The Pacifier (2005)
- Eight Below (2006)
- Underdog (2007)

#### MedMiramax Films
- The Lookout (2007)

### MedNBC Universal

#### MedUniversal Studios
- Dragonfly (2002)
- Bruce Almighty (2003)
- Seabiscuit (2003) (også med DreamWorks)
- Connie and Carla (2004)
- Evan Almighty (2007)
- Welcome Home Roscoe Jenkins (2008)
- Wanted (2008)
- Flash of Genius (2008)
- Jenny Hong (2009, også med Relativity Media)
- Dinner for Schmucks (2010)

#### MedRogue Pictures
- Balls of Fury (2007) (også med Intrepid Pictures)

### MedViacom

#### MedParamount Pictures
- Abandon (2002)
- The Perfect Score (2004)
- The Love Guru (2008)
- Star Trek (2009)
- G.I. Joe: The Rise of Cobra (2009)

#### MedDreamWorks
- Seabiscuit (2003)
- Memoirs of a Geisha (2005) (også med Amblin Entertainment og Columbia Pictures)
- The Ruins (2008)
- Ghost Town (2008)

### MedSony Pictures Entertainment

#### MedColumbia Pictures
- The Legend of Zorro (2005)
- Memoirs of a Geisha (2005) (også med Amblin Entertainment og DreamWorks)
- Mockingbird (2010, også med Relativity Media)

#### MedTriStar Pictures
- Mansion (2008)
- Abducted (2009)

### MedNews Corporation

#### Med20th Century Fox Film Corporation
- 27 Dresses (2008)
- The Happening (også med UTV Motion Pictures og Blinding Edge Pictures)

### MedTime Warner

#### MedNew Line Cinema
- Four Christmases (2008)

#### MedWarner Bros.
- Invictus (2009)
- Edge of Darkness (2010) (også med Legendary Pictures og Village Roadshow Pictures)

### MedLions Gate Entertainment
- Warrior (også med The Weinstein Company, Amblin Entertainment og The Kennedy/Marshall Company)
- The Spy Next Door (2010) (også med Relativity Media)
- Alpha and Omega (2010) (også med Crest Animation Productions)

## Eksterne links
- Official site Arkiveret 14. juli 2009 hos  Wayback Machine